# Steinweg 48 (Quedlinburg)

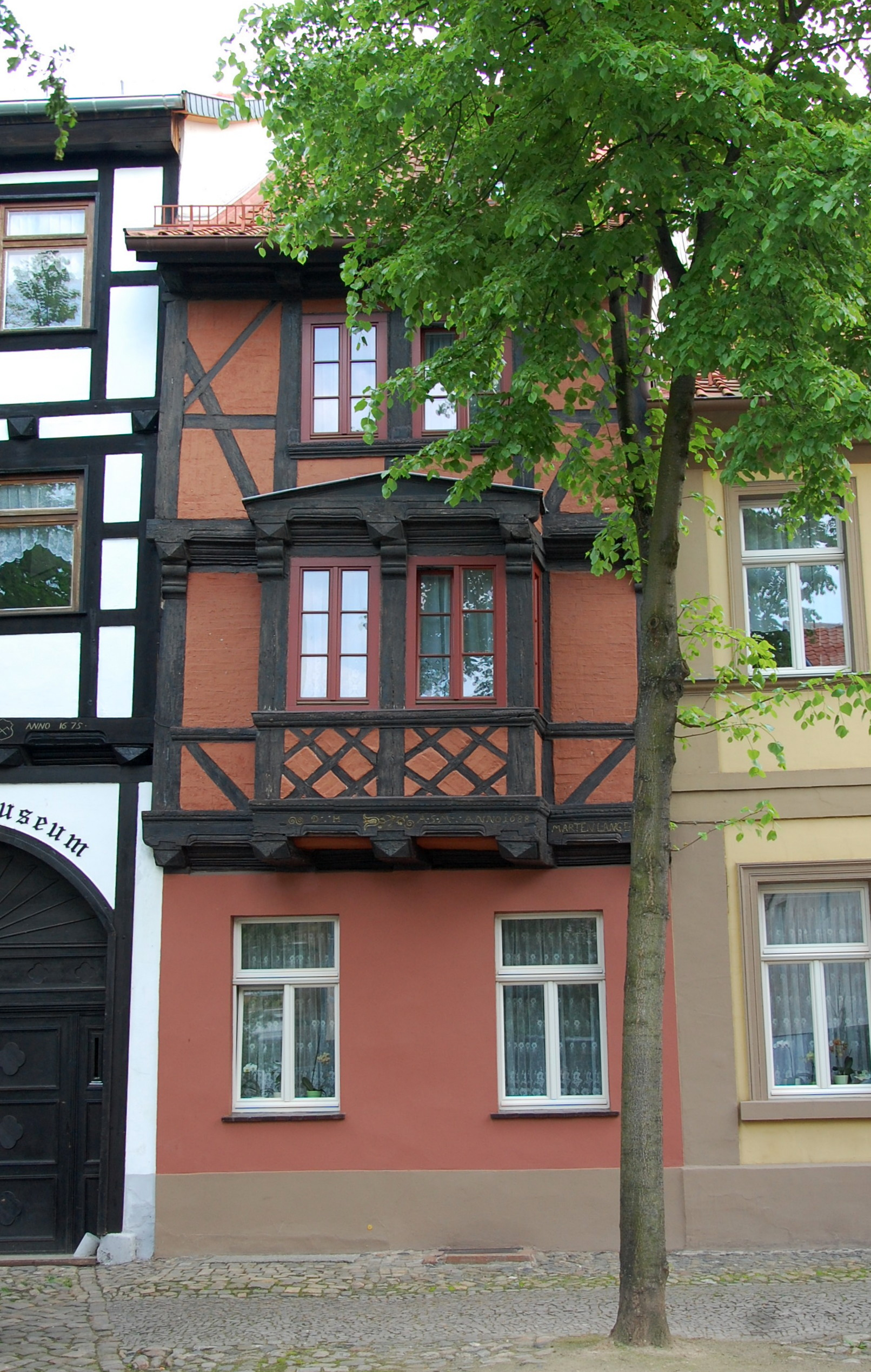
Haus Steinweg 48

Das Haus Steinweg 48 ist ein denkmalgeschütztes Gebäude in der Stadt Quedlinburg in Sachsen-Anhalt.

## Lage
Es befindet sich in der historischen Quedlinburger Neustadt auf der Südseite des Steinwegs und gehört zum UNESCO-Weltkulturerbe. Im Quedlinburger Denkmalverzeichnis ist es als Wohnhaus eingetragen. Westlich grenzt das gleichfalls denkmalgeschützte Haus Steinweg 49 an.

## Architektur und Geschichte
Das sehr schmale dreigeschossige Fachwerkhaus wurde im Jahr 1688 vom Quedlinburger Zimmermeister Martin Lange errichtet. Auf ihn verweist die Inschrift MARTEN LANGE Z.M. Mittig vor dem ersten Obergeschoss befindet sich ein Kastenerker. Die Fachwerkfassade ist üppig verziert. So finden sich Pyramidenbalkenköpfe, Rautenkreuze, profilierte Brüstungsbohle und Füllhölzer. Darüber hinaus gibt es Fußstreben, Schiffskehlen und die Fachwerkfigur des Halben Manns. Die Gefache sind mit Zierausmauerungen versehen.